# Lissonota alpinicola
Lissonota alpinicola là một loài tò vò trong họ Ichneumonidae.